# Панькин, Виктор Константинович
Панькин Виктор Константинович (24 декабря 1937, Воронеж — 23 июня 1999, Воронеж) — советский и российский тренер по боксу. Заслуженный тренер РСФСР (первый заслуженный тренер по боксу Воронежской области). Судья республиканской категории по боксу.

## Биография
Начал заниматься боксом в 17 лет в секции бокса завода СК имени С. М. Кирова.
В 1957 году был призван в ряды вооруженных сил. По ходатайству областного спортивного комитета служил в Воронежском суворовском военном училище, где продолжал тренироваться и выступать на соревнованиях, а также тренировал студентов училища.
С 1958 по 1967 год владел титулом чемпиона Воронежской области в весовой категории до 57 кг.
В 1960 году стал победителем III зимней Спартакиады Воронежского военного округа.
В 1961 году поступил и 1964 году закончил заочное отделение Волгоградского государственного института физической культуры.
В 1962 году стал чемпионом Воронежского военного округа и финалистом в первенстве сильнейших перворазрядников юга России.
В 1963 году стал чемпионом первенства Центрального Совета ДСО «Труд» и финалистом III Спартакиады народов РСФСР.
В 1964 году стал чемпионом открытого первенства Московской области, приравненному к чемпионату РСФСР, выполнив норматив мастера спорта СССР.
В 1965 и 1966 годах неоднократно выступал в квалификационных российских турнирах.
В 1967 году стал финалистом открытого первенства РСФСР.
За годы участия в соревнованиях провел 145 боев, из них в 120 одержал победы.

### Тренер
В 1957 и 1958 г. работал тренером по боксу в Воронежском суворовском военном училище.
В 1960 г. начал работать тренером в секции бокса при профкоме Авиационного завода.
В 1968 г. назначен старшим тренером Воронежского профсоюзного спортивного общества «Зенит».
В 1985 г. возглавил отделение бокса школы высшего спортивного мастерства (ШВСМ), став старшим тренером Воронежской области.
В 1986 г. переведен работать старшим тренером ДЮСШ олимпийского резерва гороно № 4.
Его воспитанники были победителями и призерами во всех возрастных категориях, что является большой редкостью:
- первенства России среди школьников;
- первенства СССР среди юношей и юниоров;
- первенства ЦС ДСО «Труд» и «Зенит»;
- первенства профсоюзов СССР;
- спартакиады народов РСФСР и СССР;
- кубки ВЦСПС;
- первенства и чемпионаты Вороежской области и г. Воронежа.

Воспитанниками Панькина В. К. были:
- мастер спорта СССР международного класса Абаджян В.;
- мастер спорта СССР и Заслуженный тренер России по боксу Шарапов Е.;
- мастера спорта СССР братья Онуфриенко В. и Онуфриенко Г.;
- многие другие (более 70 кандидатов в мастера спорта и более 100 перворазрядников).

### Панькин — судья
Судья республиканской категории по боксу.

## Семья
Мать Рогова Дарья Антоновна (1914—2002), отец Панькин Константин Васильевич (1914—1943).
Сестра Волосович Валентина (1936 г. рожд.).
Жена Буфалова Энгелина Викторовна (1932 г. рожд.).

## Память
Имя Панькина носит ежегодный чемпионат по боксу среди юниоров в воронежской области. ежегодно в г. Воронеже 23 июня проводится День памяти заслуженному тренеру России по боксу Панькину В. К.